# Chapelle Saint-Maurice de Jougne
Pour les articles homonymes, voir Chapelle Saint-Maurice.
La chapelle Saint-Maurice est une petite église située sur le territoire de la commune de Jougne en France.

## Localisation
Elle est située au pied du bourg de Jougne, à mi-chemin du lieu-dit « le Moulin ».

## Historique
Cette chapelle est le dernier vestige d'un prieuré datant, pour sa crypte, du IXe siècle et, pour la chapelle proprement dite, d'une reconstruction du XIIe siècle. Ce prieuré servait de relais sur l'itinéraire monastique reliant les abbayes Saint-Bénigne de Dijon, Saint-Marcel de Chalon et Saint-Maurice d'Agaune en Valais.

## Description
La chapelle est bâtie à flanc de coteau et était dotée à l'origine d'une abside à trois pans coupés selon une forme assez courante au XIIe siècle en Franche-Comté. À la suite de glissements de terrain, cette abside a disparu au XVIe siècle et le pignon sud a été fermé par un simple mur percé de trois petites baies. Pour les mêmes raisons, le XIXe siècle a vu la construction de lourds contreforts sur les deux flancs, donnant à l'ensemble sa silhouette trapue actuelle.
À l'intérieur, la chapelle comporte une nef unique à quatre travées, y compris celle du chœur, lui-même légèrement surélevé par rapport au reste de la nef. Les chapiteaux des colonnes soutenant la voûte présentent des décors sculptés, soit de personnages, soit de végétaux.
La crypte romane de soutènement, de taille modeste, a très certainement été un lieu de culte à saint Maurice, dont les reliques se trouvent aujourd'hui dans l'église paroissiale de Jougne qui lui est dédiée.
La chapelle fait l’objet d’un classement au titre des monuments historiques depuis le 30 avril 1930.
Le cimetière qui entoure la chapelle est mentionné dans le cadastre de 1839 et a été agrandi en 1866 sur les plans de l'architecte L. Girod, de Pontarlier. Il comporte quelques tombes originales, telles celles d'un ecclésiastique, d'un artilleur ou d'un franc-maçon, décorées des attributs de la fonction du défunt.

## Mobilier
- Le maître-autel (ensemble gradins d'autel et tabernacle) est classé à titre objet aux monuments historiques depuis le 23 octobre 1989.

## Images

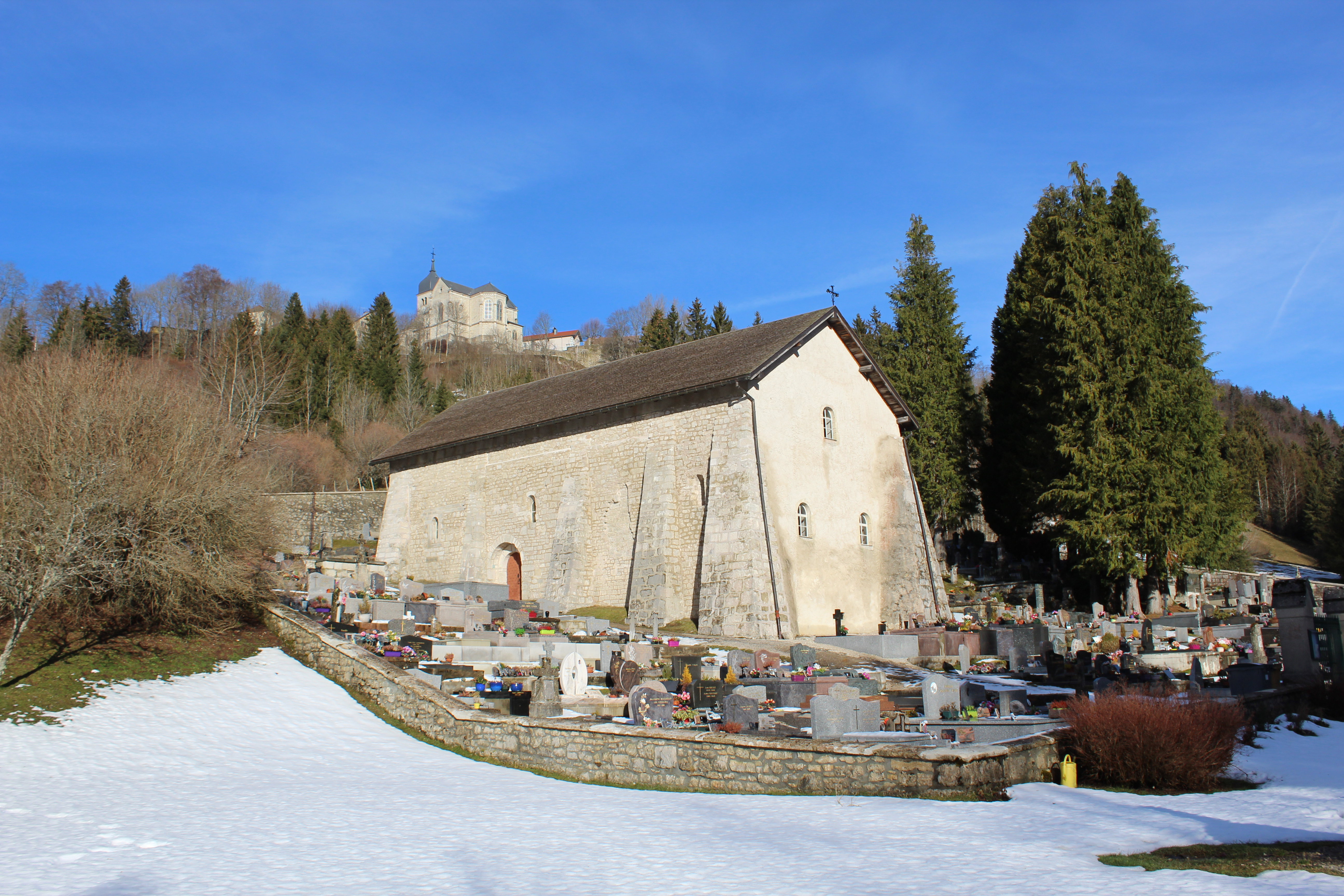
La chapelle Saint-Maurice surplombée par l'église paroissiale Saint-Jean-Baptiste de Jougne.
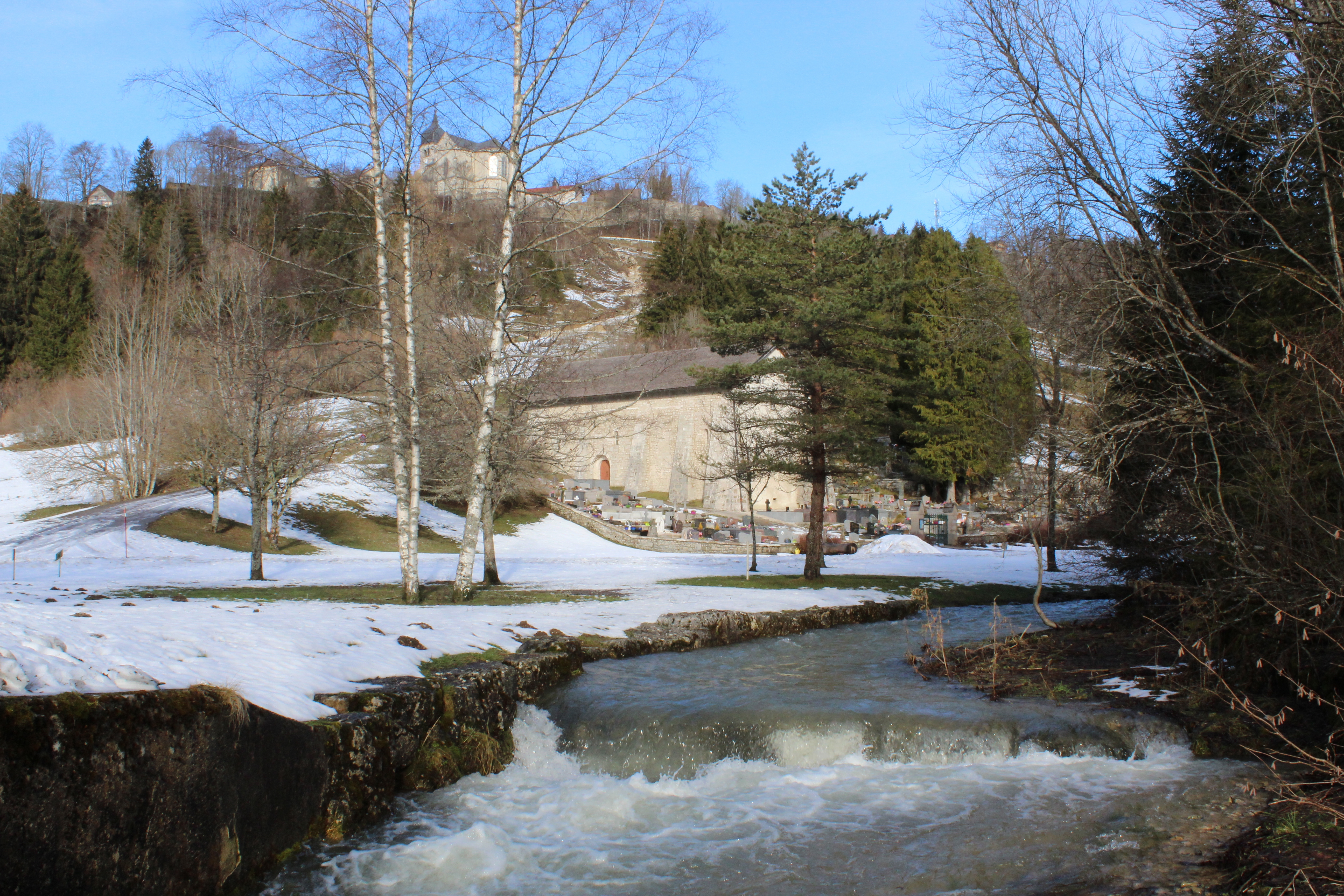
La chapelle au bord de la Jougnena.
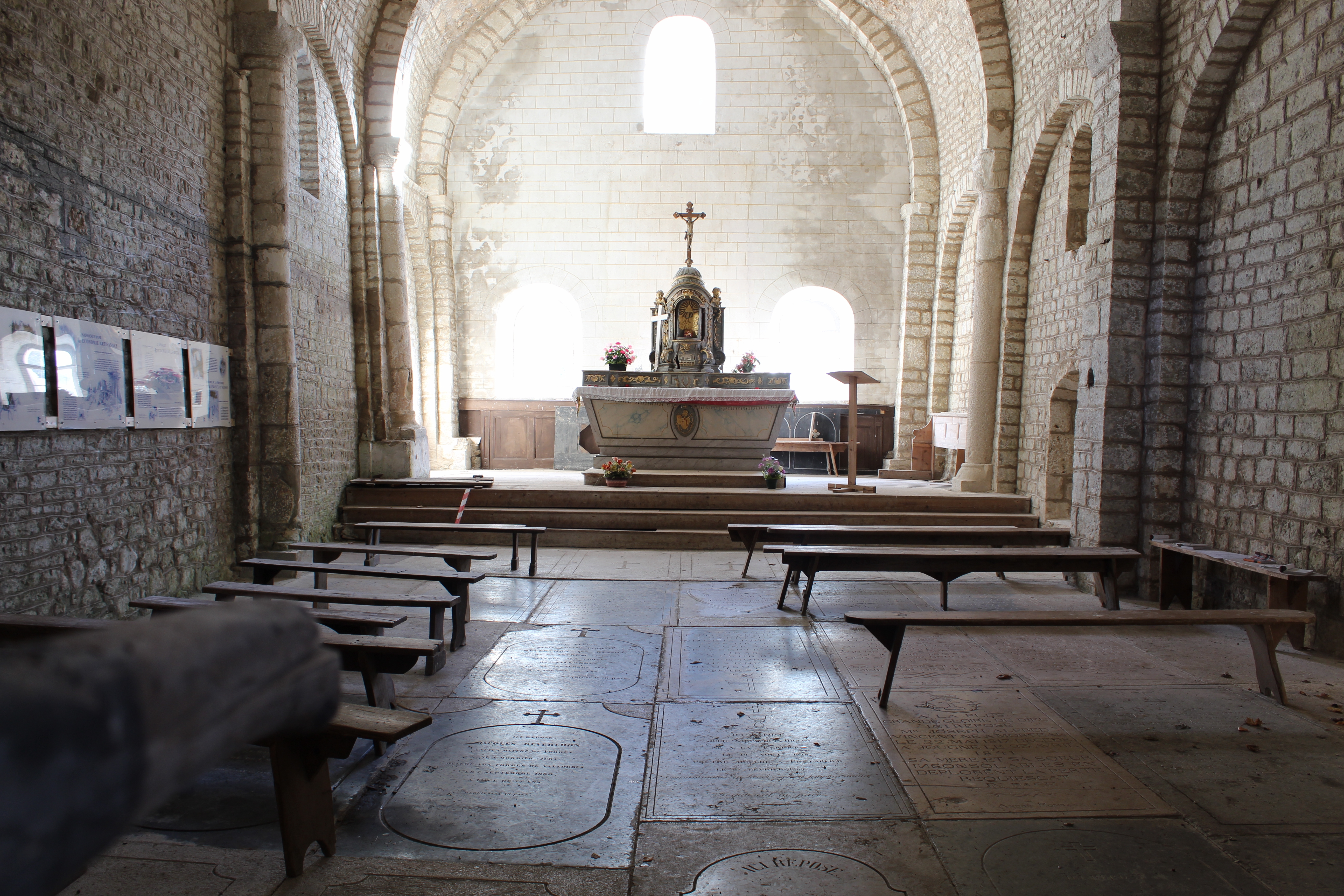
Intérieur de la chapelle éclairée uniquement par les ouvertures du fond. Le sol est couvert de pierres tombales.
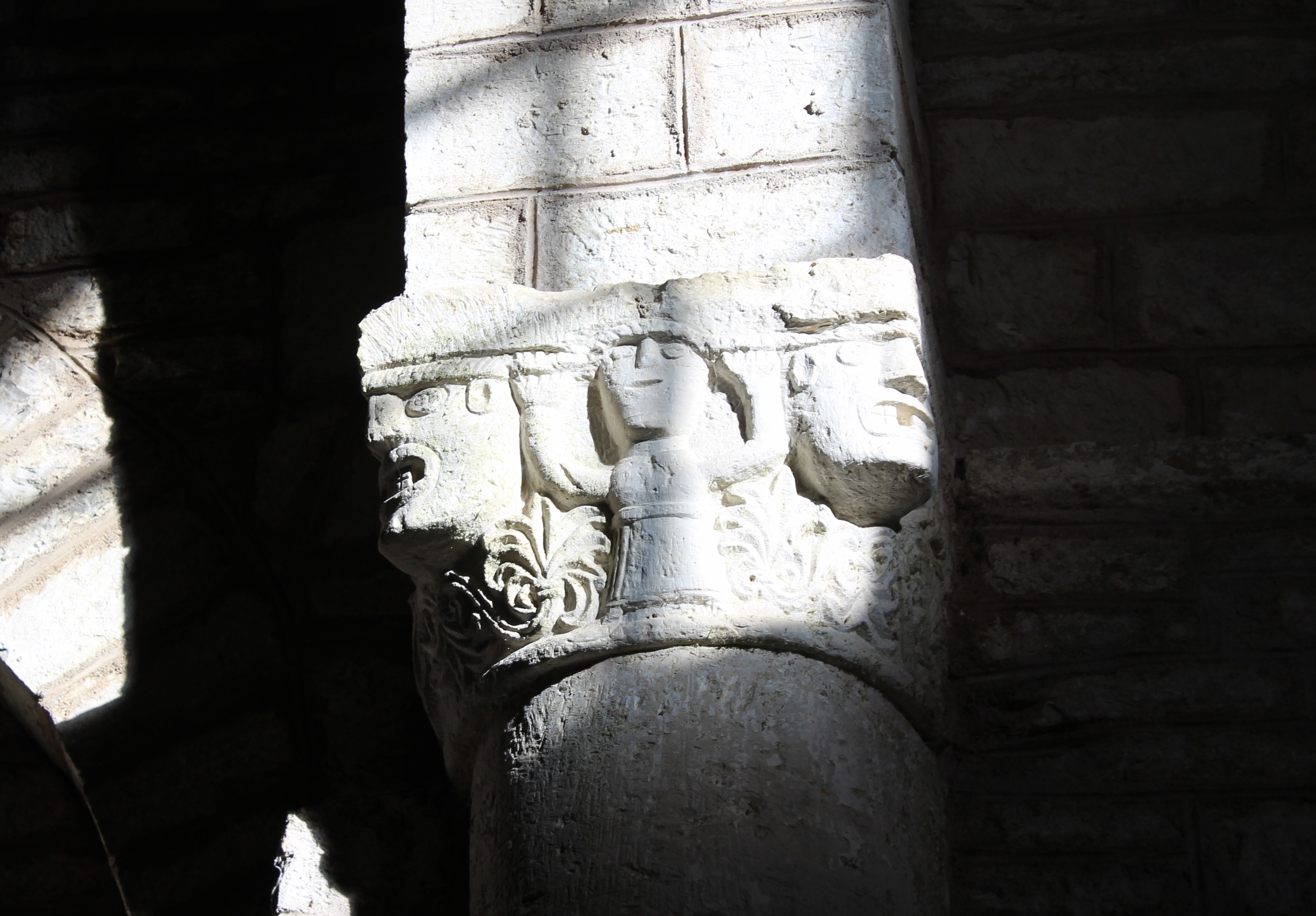
Détail d'une chapiteau.
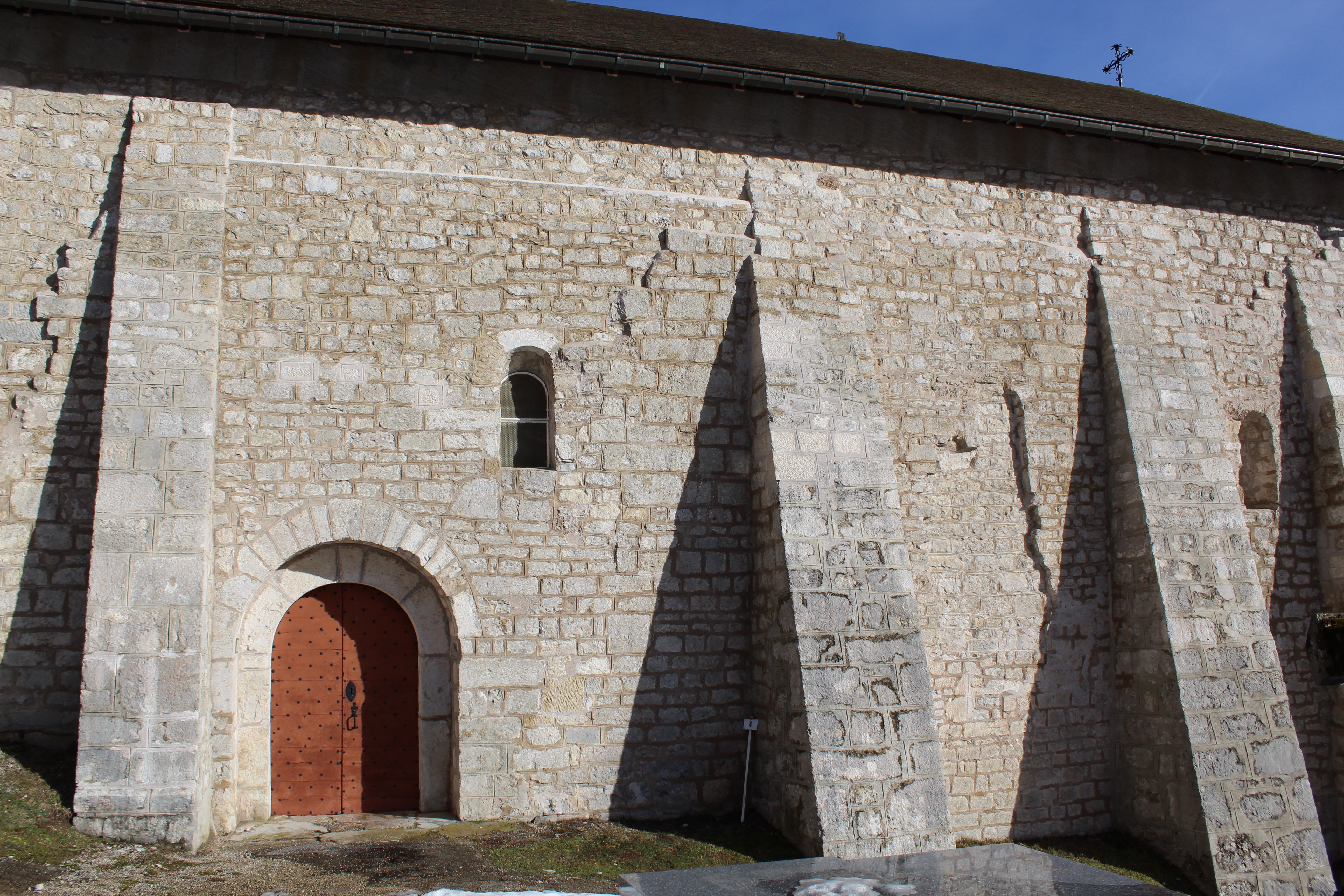
Façade ouest soutenue par d'imposants contreforts.
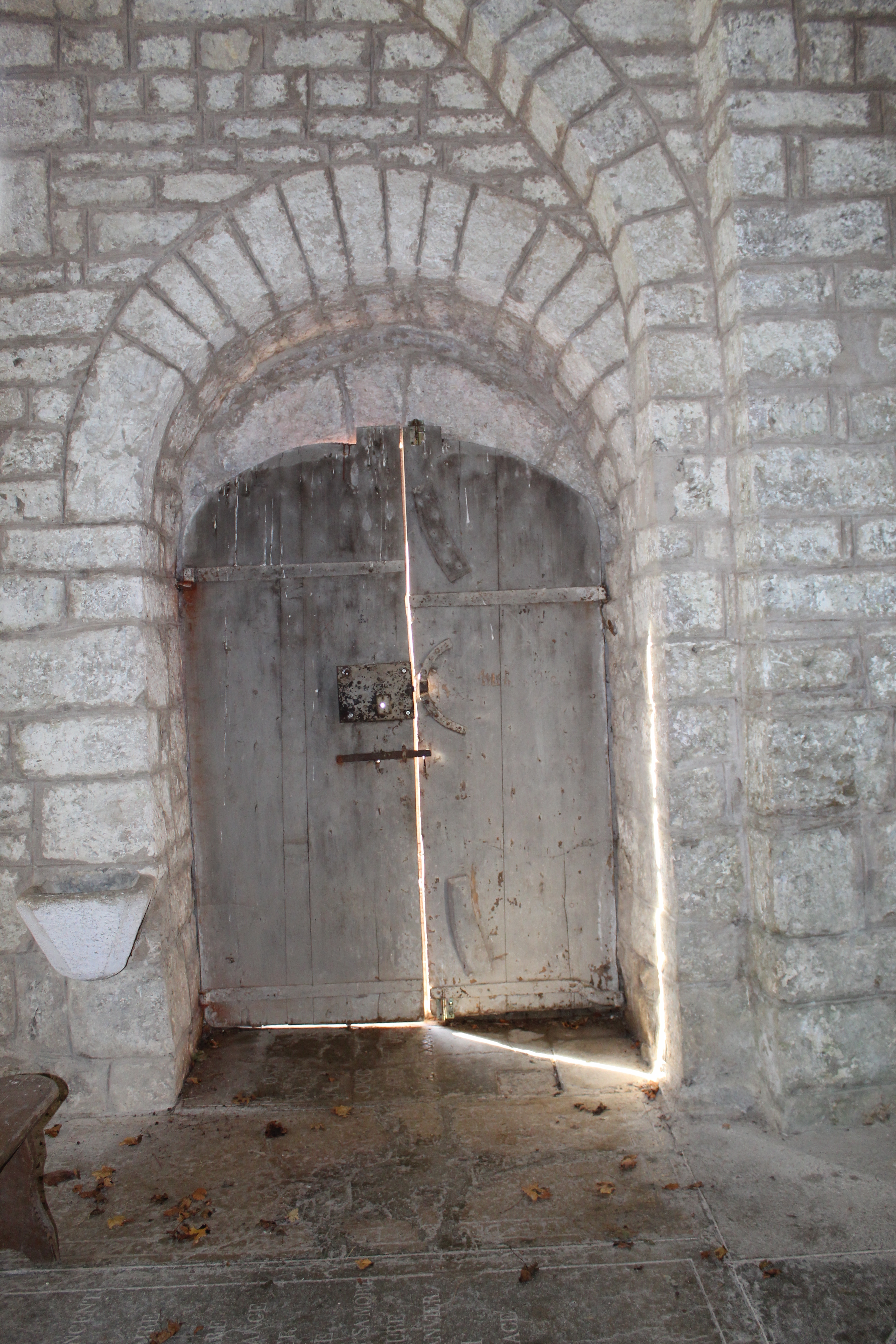
Unique portail de la chapelle.